# Wayne Smith
Wayne Smith (Kingston, 5 de dezembro de 1965 — Kingston, 17 de fevereiro de 2014) foi um músico jamaicano de reggae e dancehall.
Em 14 de fevereiro de 2014, deu entrada no Kingston Public Hospital com dores crônicas no estômago e sofreu um ataque do coração. Em 17 de fevereiro, morreu de causas ainda não reveladas.

## Discografia
- 1982 - Youthman Skanking (Black Joy #DHLP2005)
- 1985 - Super Smoker (Chartbound)
- 1986 - Sleng Teng (Greensleeves GREL 91 LP)
- 1986 - Wayne Smith & Patrick Andy - Showdown Vol. 7 (Hitbound) - gravado em 1984
- 1991 - Wayne Smith & Prince Jammy - Sleng Teng + Computerised Dub (Greensleeves GREL 513 CD)
- 19XX - Wicked Inna Dancehall (Rohit) - gravado em  1985